# Ronde van Lombardije 1959
De Ronde van Lombardije 1959 was de 53e editie van deze eendaagse Italiaanse wielerwedstrijd, en werd verreden op zondag 18 oktober 1959. Het parcours leidde van Milaan naar Milaan en ging over een afstand van 240 kilometer. De wedstrijd werd gewonnen door de Belg Rik Van Looy in een sprint van een grote groep van 85 renners.

## Uitslag
| Ronde van Lombardije 1959 |                    |                |          |
| Plaats                    | Naam               | Ploeg          | Tijd     |
| Winnaar                   | Rik Van Looy       | Faema          | 5u52'05" |
| 2                         | Willy Vannitsen    | Ghigi-Ganna    | z.t.     |
| 3                         | Miguel Poblet      | Ignis          | z.t.     |
| 4                         | Alessandro Fantini | Atala          | z.t.     |
| 5                         | Federico Galeaz    | Torpado        | z.t.     |
| 6                         | André Darrigade    | Helyett-Fynsec | z.t      |
| 7                         | Dino Bruni         | Ignis          | z.t.     |
| 8                         | Oreste Magni       | Emi-Guerra     | z.t.     |
| 9                         | Rino Benedetti     | Ghigi-Ganna    | z.t.     |
| 10                        | Walter Martin      | Carpano        | z.t.     |

1905 · 1906 · 1907 · 1908 · 1909 · 1910 · 1911 · 1912 · 1913 · 1914 · 1915 · 1916 · 1917 · 1918 · 1919 · 1920 · 1921 · 1922 · 1923 · 1924 · 1925 · 1926 · 1927 · 1928 · 1929 · 1930 · 1931 · 1932 · 1933 · 1934 · 1935 · 1936 · 1937 · 1938 · 1939 · 1940 · 1941 · 1942 · 1943 · 1944 · 1945 · 1946 · 1947 · 1948 · 1949 · 1950 · 1951 · 1952 · 1953 · 1954 · 1955 · 1956 · 1957 · 1958 · 1959 · 1960 · 1961 · 1962 · 1963 · 1964 · 1965 · 1966 · 1967 · 1968 · 1969 · 1970 · 1971 · 1972 · 1973 · 1974 · 1975 · 1976 · 1977 · 1978 · 1979 · 1980 · 1981 · 1982 · 1983 · 1984 · 1985 · 1986 · 1987 · 1988 · 1989 · 1990 · 1991 · 1992 · 1993 · 1994 · 1995 · 1996 · 1997 · 1998 · 1999 · 2000 · 2001 · 2002 · 2003 · 2004 · 2005 · 2006 · 2007 · 2008 · 2009 · 2010 · 2011 · 2012 · 2013 · 2014 · 2015 · 2016 · 2017 · 2018 · 2019 · 2020 · 2021 · 2022 · 2023 · 2024 · 2025